# Liste in Irland vorhandener Dampflokomotiven
Dies ist eine Liste erhaltener Dampflokomotiven auf dem Gebiet der Insel Irland (Republik Irland und Nordirland)

## Auf der Insel Irland

### Lokomotiven irischer Spur 1600 mm (63 Zoll bzw. 5 Fuß 3 Zoll)
Die Spurweite 1600 mm ist die Standardspurweite auf der irischen Insel und wird daher auch als irische Spur bezeichnet.
| Foto          | Nummer oder Name                                                          | Bauart / Achsfolge | Hersteller                                            | Fabrik-nr. | Baujahr              | Historie | Eigentümer / Betreiber / Strecke        | Bezirk        | Bemerkungen                                                       |
| ------------- | ------------------------------------------------------------------------- | ------------------ | ----------------------------------------------------- | ---------- | -------------------- | -------- | --------------------------------------- | ------------- | ----------------------------------------------------------------- |
|               | Belfast and County Down Railway 30 Class No.30                            | 2'B1' n2t          | Beyer Peacock and Company, Manchester                 |            | 1901                 |          | Ulster Folk and Transport Museum        | County Down   | [ 1 ]                                                             |
|               | Northern Counties Committee U2 Class No.74 Dunluce Castle                 | 2'B                | North British Locomotive Company, Glasgow             |            | 1924                 |          | Ulster Folk and Transport Museum        | County Down   | [ 2 ]                                                             |
|               | Northern Counties Committee WT Class No.4                                 | 1'C2'              | London, Midland and Scottish Railway, Derby           |            | 1947                 |          | Railway Preservation Society of Ireland | County Antrim | [ 3 ]                                                             |
|               | Northern Counties Committee W Class No.105                                | 1'C                | Railway Preservation Society of Ireland, Whitehead    |            | Bauarbeiten im Gange |          | Railway Preservation Society of Ireland | County Antrim | jüngste Dampflokomotive in Irland                                 |
|               | Great Northern Railway (Ireland) JT Class No.93 Sutton                    | 1'B1' n2t          | Dundalk Works, Dundalk                                |            | 1895                 |          | Ulster Folk and Transport Museum        | County Down   | [ 5 ]                                                             |
|               | Great Northern Railway (Ireland) Q Class No.131 Uranus                    | 2'B                | Neilson Reid, Glasgow                                 | 5727       | 1901                 |          | Railway Preservation Society of Ireland | County Antrim | Wird in Eisenbahn-Romantik Folge 1055 gezeigt                     |
|               | Great Northern Railway (Ireland) S Class No.171 Slieve Gullion            | 2'B                | Beyer, Peacock & Co., Manchester                      | 5629       | 1913                 |          | Railway Preservation Society of Ireland | County Antrim | 'Renewed' by GNR(I), Dundalk, 1938, works number 42               |
|               | Great Northern Railway (Ireland) V Class, No.85 Merlin                    | 2'B                | Beyer Peacock & Co., Manchester                       | 6733       | 1932                 |          | Railway Preservation Society of Ireland | County Antrim | Im Eigentum des Ulster Folk and Transport Museum, Cultra, Belfast |
|               | Sligo, Leitrim and Northern Counties Railway Lough Class No.27 Lough Erne | C2' n2t            | Beyer, Peacock & Co., Manchester                      | 7242       | 1949                 |          | Railway Preservation Society of Ireland | County Antrim | [ 9 ]                                                             |
|               | Dublin and South Eastern Railway K2 Class No.461                          | 1'C                | Beyer, Peacock & Co., Manchester                      | 6112       | 1922                 |          | Railway Preservation Society of Ireland | County Antrim | [ 10 ]                                                            |
|               | Great Southern and Western Railway 21 Class No. 36                        | 1'A1'              | Bury, Curtis & Kennedy Ltd, Liverpool                 | ?          | 1847                 |          | Cork Railway Station                    | County Cork   | älteste Dampflokomotive in Irland                                 |
|               | Great Southern and Western Railway 90 Class No.90                         | C n2t              | Great Southern and Western Railway, Inchicore, Dublin |            | 1875                 |          | Downpatrick and County Down Railway     | County Down   | [ 12 ]                                                            |
|               | Great Southern and Western Railway 101 Class No.184                       | C                  | Great Southern and Western Railway, Inchicore, Dublin |            | 1880                 |          | Railway Preservation Society of Ireland | County Antrim | [ 13 ]                                                            |
|               | Great Southern and Western Railway 101 Class No.186                       | C                  | Sharp, Stewart & Co., Atlas Works, Manchester         | 2838       | 1879                 |          | Railway Preservation Society of Ireland | County Antrim | [ 14 ]                                                            |
| 4-6-0 GSR 800 | Great Southern Railways 800 Class No.800 Maedb                            | 2'C                | Great Southern Railways, Inchicore, Dublin            |            | 1939                 |          | Ulster Folk and Transport Museum        | County Down   | [ 15 ]                                                            |
|               | Londonderry Port and Harbour Commissioners No.1                           | C n2t              | Robert Stephenson and Hawthorns, Newcastle upon Tyne  |            | 1891                 |          | Ulster Folk and Transport Museum        | County Down   | [ 16 ]                                                            |
|               | Londonderry Port and Harbour Commissioners No.3 R.H. Smyth                | C n2t              | Avonside Engine Company, Bristol                      | 2021       | 1928                 |          | Railway Preservation Society of Ireland | County Antrim | [ 17 ]                                                            |
|               | Cómhlucht Siúicre Éireann CSÉT Class No.1                                 | B n2t              | Orenstein & Koppel, Berlin                            | 12475      | 1934                 |          | Downpatrick and County Down Railway     | County Down   | [ 18 ]                                                            |
|               | Cómhlucht Siúicre Éireann CSÉT Class No.3                                 | B n2t              | Orenstein & Koppel, Berlin                            | 12662      | 1935                 |          | Downpatrick and County Down Railway     | County Down   | [ 19 ]                                                            |
|               | Guinness Brewery No. 3                                                    | B n2t              | Hudswell Clarke, Leeds                                | 1152       | 1919                 |          | Railway Preservation Society of Ireland | County Antrim | [ 20 ]                                                            |

### Lokomotiven mit Regelspur 1435 mm (56,5 Zoll bzw. 4 Fuß 8,5 Zoll)
| Foto | Nummer oder Name                                            | Bauart / Achsfolge | Hersteller                    | Fabrik-nr. | Baujahr | Historie                                                              | Eigentümer / Betreiber / Strecke | Bezirk       | Bemerkungen |
| ---- | ----------------------------------------------------------- | ------------------ | ----------------------------- | ---------- | ------- | --------------------------------------------------------------------- | -------------------------------- | ------------ | ----------- |
|      | National Coal Board, Littleton Colliery No. 4 Robert Nelson | C t                | Hunslet Engine Company, Leeds | 1800       | 1936    | Lt Merte: Hilton Main & Hollybank Collieries Ltd., ROBERT NELSON No.4 | Carlingford Brewing Company      | County Louth | [ 21 ]      |

### Lokomotiven mit Spurweite 914 mm (36 Zoll)
Die 36 Zoll-Spurweite war die gebräuchlichste Schmalspurweite Irlands.
| Foto | Nummer oder Name                                         | Bauart / Achsfolge | Hersteller                                           | Fabrik-nr. | Baujahr | Historie | Eigentümer / Betreiber / Strecke       | Bezirk             | Bemerkungen |
| ---- | -------------------------------------------------------- | ------------------ | ---------------------------------------------------- | ---------- | ------- | -------- | -------------------------------------- | ------------------ | ----------- |
|      | County Donegal Railways Joint Committee No. 16 Donegal   | 1C2                | Nasmyth, Gaskell and Company, Salford                | 828        | 1907    |          | Foyle Valley Railway                   | County Londonderry | [ 22 ]      |
|      | County Donegal Railways Joint Committee No. 17 Glenties  | 1C2                | Nasmyth, Gaskell and Company, Salford                | 829        | 1907    |          | Donegal Railway Heritage Centre        | County Donegal     | [ 23 ]      |
|      | County Donegal Railways Joint Committee No. 18 Killybegs | 1C2                | Nasmyth, Gaskell and Company, Salford                | 830        | 1907    |          | Foyle Valley Railway                   | County Londonderry | [ 24 ]      |
|      | County Donegal Railways Joint Committee No. 2A Strabane  | 1C2                | Nasmyth, Gaskell and Company, Salford                | 956        | 1912    |          | Ulster Folk and Transport Museum       | County Down        | [ 25 ]      |
|      | Cavan & Leitrim Narrow Gauge Railway No. 2 Kathleen      | B n2t              | Robert Stephenson and Hawthorns, Newcastle upon Tyne | 2613       | 1887    |          | Ulster Folk and Transport Museum       | County Down        | [ 26 ]      |
|      | Tralee and Dingle No. 5T                                 | 1'C1' n2t          | Hunslet Engine Company, Leeds                        | 555        | 1892    |          | Tralee & Dingle Light Railway          | County Kerry       | [ 27 ]      |
|      | West Clare Railway No. 5C Slieve Callan                  | C1' n2t            | Dubs & Co., Glasgow                                  | 2890       | 1892    |          | West Clare Railway                     | County Clare       | [ 28 ]      |
|      | Portstewart Tramway No. 2                                | B n2t              | Kitson and Company, Leeds                            | T84        | 1883    |          | Ulster Folk and Transport Museum       | County Down        | [ 29 ]      |
|      | British Aluminium No. 1 Tyrone                           | B n2t              | Peckett and Sons, Bristol                            | 1026       | 1904    |          | Giant's Causeway and Bushmills Railway | County Antrim      | [ 30 ]      |
|      | British Aluminium No. 2                                  | B n2t              | Peckett and Sons, Bristol                            | 1097       | 1906    |          | Ulster Folk and Transport Museum       | County Down        | [ 31 ]      |
|      | British Aluminium No. 1 Dromad                           | B1'n2t             | Kerr, Stuart and Company, Stoke-on-Trent             | 3024       | 1916    |          | Cavan & Leitrim Narrow Gauge Railway   | County Leitrim     | [ 32 ]      |
|      | Bord na Móna No. 2 Róisín                                | B n2t              | Andrew Barclay & Sons, Kilmarnock                    | 2264       | 1949    |          | Stradbally Woodland Railway            | County Laois       | [ 33 ]      |
|      | Bord na Móna No. 3 Shane                                 | B n2t              | Andrew Barclay & Sons, Kilmarnock                    | 2265       | 1949    |          | Giant's Causeway and Bushmills Railway | County Antrim      | [ 34 ]      |
|      | Stanton Ironworks No. 5 Nancy                            | C n2t              | Avonside Engine Company, Bristol                     | 1547       | 1908    |          | Cavan & Leitrim Narrow Gauge Railway   | County Leitrim     | [ 35 ]      |

### Lokomotiven mit Spurweite 559 mm (22 Zoll)
Diese ungewöhnliche Spurweite wurde bei Werksbahnen der Guinness-Brauerei verwendet.
| Foto | Nummer oder Name                 | Bauart / Achsfolge | Hersteller             | Fabrik- nr. | Baujahr | Historie | Eigentümer / Betreiber / Strecke | Bezirk         | Bemerkungen |
| ---- | -------------------------------- | ------------------ | ---------------------- | ----------- | ------- | -------- | -------------------------------- | -------------- | ----------- |
|      | Arthur Guinness, Son & Co No. 15 | B n2t              | William Spence, Dublin |             | 1895    |          | Stradbally Woodland Railway      | County Laois   | [ 36 ]      |
|      | Arthur Guinness, Son & Co No. 17 | B n2t              | William Spence, Dublin |             | 1902    |          | Guinness Brewery                 | County Dublin  | [ 37 ]      |
|      | Arthur Guinness, Son & Co No. 20 | B n2t              | William Spence, Dublin |             | 1905    |          | Ulster Folk and Transport Museum | County Down    | [ 38 ]      |
|      | Arthur Guinness, Son & Co No. 22 | B n2t              | William Spence, Dublin |             | 1912    |          | Cavan & Leitrim Railway          | County Leitrim | [ 39 ]      |

### Lokomotiven mit Spurweite 381 mm (15 Zoll)
| Foto | Nummer oder Name                              | Bauart / Achsfolge | Hersteller            | Fabrik-nr. | Baujahr | Historie | Eigentümer / Betreiber / Strecke | Bezirk         | Bemerkungen |
| ---- | --------------------------------------------- | ------------------ | --------------------- | ---------- | ------- | -------- | -------------------------------- | -------------- | ----------- |
|      | Difflin Lake Railway No. 1 Duchess of Difflin | B1' n2t            | Oakfield Park, Raphoe | 317        | 2003    |          | Oakfield Park                    | County Donegal | [ 40 ]      |

## Irische Dampflokomotiven außerhalb Irlands

### Lokomotiven mit Spurweite 914 mm (36 Zoll)
| Foto | Nummer oder Name                                      | Bauart / Achsfolge | Hersteller                                           | Fabrik- nr. | Baujahr | Historie | Eigentümer / Betreiber / Strecke    | Bezirk / Zustand         | Land                             | Bemerkungen                                                   |
| ---- | ----------------------------------------------------- | ------------------ | ---------------------------------------------------- | ----------- | ------- | -------- | ----------------------------------- | ------------------------ | -------------------------------- | ------------------------------------------------------------- |
|      | Cavan & Leitrim Narrow Gauge Railway No. 3 Lady Edith | B n2t              | Robert Stephenson and Hawthorns, Newcastle upon Tyne | 2614        | 1887    |          | New Jersey Museum of Transportation | New Jersey               | Vereinigte Staaten               | Es werden Vorkehrungen für die Rückgabe nach Irland getroffen |
|      | Portstewart Tramway No. 1                             | B n2t              | Kitson and Company, Leeds                            | T56         | 1882    |          | Streetlife Museum of Transport      | East Riding of Yorkshire | Großbritannien (Insel) (England) | [ 42 ]                                                        |

### Lokomotiven mit Spurweite 559 mm (22 Zoll)
| Foto | Nummer oder Name                 | Bauart / Achsfolge | Hersteller             | Fabrik-nr. | Baujahr | Historie | Eigentümer / Betreiber / Strecke  | Bezirk      | Land                             | Bemerkungen |
| ---- | -------------------------------- | ------------------ | ---------------------- | ---------- | ------- | -------- | --------------------------------- | ----------- | -------------------------------- | ----------- |
|      | Arthur Guinness, Son & Co No. 13 | B n2t              | William Spence, Dublin |            | 1895    |          | Talyllyn Railway                  | Gwynedd     | Großbritannien (Insel) (Wales)   | [ 43 ]      |
|      | Arthur Guinness, Son & Co No. 23 | B n2t              | William Spence, Dublin |            | 1921    |          | Amberley Museum & Heritage Centre | West Sussex | Großbritannien (Insel) (England) | [ 44 ]      |